# Ellipsidion magnificum
Ellipsidion magnificum är en kackerlacksart som beskrevs av Morgan Hebard 1943. Ellipsidion magnificum ingår i släktet Ellipsidion och familjen småkackerlackor. Inga underarter finns listade i Catalogue of Life.